# 奈良県道132号河合大和高田線
奈良県道132号河合大和高田線（ならけんどう132ごう かわいやまとたかだせん）は、奈良県北葛城郡河合町から大和高田市に至る一般県道である。

## 概要
北葛城郡河合町大字穴闇（なぐら）から大和高田市西三倉堂1丁目に至る。
北葛城郡河合町大字池部を迂回するかたちで、北葛城郡河合町大字穴闇から山坊まで、佐味田川右岸に沿うバイパス道路がある。河合町内ではほぼ全区間で2車線供用されており、快走路と言えるが、北葛城郡広陵町内では狭小区間が存在し、路線バスも通行して歩行者や自転車の通行量も多いことから、走行には注意を要する。大和高田市内に入ると高田川に沿って市街地を縦走し、近鉄大阪線、JR西日本和歌山線、近鉄南大阪線の3つの踏切を越えるため、日中を中心として渋滞が激しい。

### 路線データ
- 起点：北葛城郡河合町大字穴闇（西穴闇交差点、奈良県道5号大和高田斑鳩線・奈良県道36号天理王寺線交点）
- 終点：大和高田市西三倉堂1丁目（三倉堂南交差点、国道166号交点）

## 歴史
- 1961年（昭和36年）2月1日 - 奈良県告示第28号により、奈良県道に認定される[1]。

## 路線状況

### 重複区間
- 奈良県道253号中筋出作川合線（北葛城郡河合町大字穴闇・新西山橋東詰交差点 - 北葛城郡河合町大字佐味田・佐味田交差点）

### 道路施設

#### 橋梁
- 城上宮橋（高田川、北葛城郡広陵町）

## 地理

### 通過する自治体
- 奈良県
  - 北葛城郡河合町 - 北葛城郡広陵町 - 大和高田市

### 交差する道路
| 交差する道路                                                                      | 市町村名   | 市町村名   | 交差する場所       | 交差する場所                      |
| --------------------------------------------------------------------------------- | ---------- | ---------- | ------------------ | --------------------------------- |
| 奈良県道5号大和高田斑鳩線 奈良県道36号天理王寺線 奈良県道253号中筋出作川合線 重複 | 北葛城郡   | 河合町     | 大字穴闇（なぐら） | 西穴闇交差点 / 起点               |
| 奈良県道36号天理王寺線 奈良県道253号中筋出作川合線 重複                           | 北葛城郡   | 河合町     | 大字穴闇           |                                   |
| 奈良県道132号 河合大和高田線 / バイパス 奈良県道253号中筋出作川合線 重複区間起点  | 北葛城郡   | 河合町     | 大字山坊           | 山坊交差点                        |
| 奈良県道14号桜井田原本王寺線 奈良県道253号中筋出作川合線 重複区間終点             | 北葛城郡   | 河合町     | 大字佐味田         | 佐味田交差点                      |
| 奈良県道132号 河合大和高田線 / 旧道                                               | 北葛城郡   | 河合町     | 大字佐味田         |                                   |
| 奈良県道112号田原本広陵線                                                         | 北葛城郡   | 広陵町     | 大字疋相（ひきそ） | 広陵農協前交差点                  |
| 中和幹線                                                                          | 北葛城郡   | 広陵町     | 大字大塚           | 新そらつ橋西詰交差点              |
| 国道165号 大阪府道・奈良県道12号堺大和高田線 重複                                 | 大和高田市 | 大和高田市 | 大字築山           | 築山交差点                        |
| 国道166号 国道168号 重複                                                          | 大和高田市 | 大和高田市 | 大中南町           | 大中橋交差点                      |
| 国道166号 国道168号 重複                                                          | 大和高田市 | 大和高田市 | 西三倉堂1丁目      | 三倉堂南交差点 / 終点             |
| バイパス                                                                          |            |            |                    |                                   |
| 奈良県道36号天理王寺線 奈良県道253号中筋出作川合線 重複区間起点                   | 北葛城郡   | 河合町     | 大字穴闇           | 新西山橋東詰交差点 / バイパス起点 |
| 奈良県道132号河合大和高田線 / 現道 奈良県道253号中筋出作川合線 重複区間終点       | 北葛城郡   | 河合町     | 大字山坊           | 山坊交差点 / バイパス終点         |

### 交差する鉄道
- 近鉄田原本線
- 近鉄大阪線
- 和歌山線
- 近鉄南大阪線

### 沿線
- 近鉄田原本線 池部駅
- 河合町役場
- 馬見丘陵公園
- 竹取公園
- 巣山古墳
- 新山古墳
- 近鉄大阪線 大和高田駅
- 大和高田市役所
- 大和高田市立高田中学校
- 大中公園
- 大和高田市立病院
- 奈良県立高田高等学校
- 近鉄南大阪線 高田市駅